# Arbovirové infekce ptáků
Arboviry (zkratka z angl. arthropod-borne viruses) představují velkou skupinu virů, které mají výrazný tropismus pro centrální nervový systém (CNS) a které jsou přenášeny anebo se pomnožují (replikují) v členovcích sajících krev ( komáři, klíšťata). Arbovirové infekce jsou celosvětově rozšířené a vyznačují se sezónním i geografickým výskytem.
Volně žijící a migrující ptáci a hlodavci jsou hlavním rezervoárovým hostitelem a zdrojem arbovirů pro savce včetně člověka. Z doposud známých více než 530 arbovirů z 12 různých čeledí bylo přes 100 arbovirů izolováno z ptáků nebo ornitofilních členovců. U ptáků byly zatím izolovány arboviry patřící do 6 čeledí – Togaviridae, Flaviviridae, Bunyaviridae, Arenaviridae, Reoviridae a Rhabdoviridae. Počet arbovirů infikujících ptáky bude pravděpodobně větší, o čemž svědčí izolace dalších kmenů arbovirů (Nyamanini, Kammavanpettai a Sembalam), dosud taxonomicky nezařazených. U mořských ptáků byly zjištěny protilátky proti virům Avalon, Meaban, Tyuleniy, Soldado a Terpenya. Častým hostitelem arbovirů je racek (Larus argentatus). U domácí drůbeže, případně pernaté zvěře chované v zajetí, mají veterinární význam hlavně infekce způsobované virusy prvních dvou jmenovaných čeledí.
| Virus (skupina)                              | Ptačí hostitel                                                           | Důležité vektory                               |
| -------------------------------------------- | ------------------------------------------------------------------------ | ---------------------------------------------- |
| Togaviridae:                                 |                                                                          |                                                |
| koňské encefalomyelitidy (východní, západní) | volně žijící ptáci, zejména drobní pěvci                                 | Culiseta melanura (EEE) a Culex tarsalis (WEE) |
| Flaviviridae:                                |                                                                          |                                                |
| meningoencefalitida krůt                     | krůty                                                                    | komáři, Culicoides spp.                        |
| klíšťové encefalitidy                        | alkouni a další ptačí druhy                                              | Ceratixodes putes, Ixodes spp.                 |
| virus West-Nile                              | min. 27 ptačích druhů, včetně migrujících ptáků a domestikovaných holubů | Aedes spp., Culex univittatus                  |
| Bunyaviridae:                                |                                                                          |                                                |
| krymsko-konžská hemoragická horečka          | ptáci nevnímaví, jako transportní hostitel infikovaných klíšťat (pštros) | Hyalomma spp.                                  |
| virus Uukuniemi                              | migrující pěvci (5 druhů)                                                | Ixodes spp.                                    |
| virus Kalifornské encefalitidy               | kur domácí, berneška velká                                               | Aedes triseriatus                              |
| virus Ťahyňa                                 | kur domácí, vrabci                                                       | Aedes spp., Culex spp.                         |
| Reoviridae                                   |                                                                          |                                                |
| virus Kemerovo                               | migrující pěvci (zejména rehek)                                          | Ixodes spp.                                    |